# Banae
Banae is een bestuurslaag in het regentschap Timor Tengah Utara van de provincie Oost-Nusa Tenggara, Indonesië. Banae telt 1449 inwoners (volkstelling 2010).